# Kanal 11
Kanal 11 är en svensk TV-kanal som ägs av Discovery Networks Sweden som även äger Kanal 5 och Kanal 9. Programutbudet består av drama, sitcom, underhållning och reality och dess huvudsakliga målgrupp är unga tjejer.

## Historia
Kanalen lanserades som TV11 den 19 januari 2011 av TV4-gruppen och ersatte då TV400. Kanalens målgrupp var då tittare i åldern 15-39 år. I maj 2013 meddelades att TV4-gruppen avsåg att sälja kanalen till SBS Discovery Media, det på grund av kanalens lönsamhetsproblem inom TV4-gruppen. Efter att Myndigheten för Radio och TV godkände affären, överläts TV11:s sändningstillstånd den 1 juni 2013 till SBS Discovery Media.
Efter att SBS Discovery Media övertog kanalen, kom den att ersätta MTV i det analoga grundutbudet hos Comhem och hamnade därmed på samma kanalplats som MTV tidigare låg på. Kanalen fick ett namnbyte den 1 oktober  2013 till Kanal 11 och fick då profilen unga tjejer.
Som en följd av Brexit valde Discovery att 2019 flytta utsändningen av företagets skandinaviska kanaler, inklusive Kanal 11, från London till Bayern.
Den 15 januari 2024 uppdaterade Warner Bros Discovery utseendet för alla sina nordiska tv-kanaler. I Sverige var det Kanal 5, Kanal 9 och Kanal 11 som fick ett nytt utseende och grafisk profil.

## Program
Ett urval av de program som visats på Kanal 11 efter premiären.

### Egenproducerade program
- Big Brother 2015

### Inköpta program
- 30 Rock
- American Idol
- Californication
- Cold Case
- Cougar Town
- Dollhouse
- Familjen Kardashian
- Glee
- Gossip Girl
- Harper's Island
- Heroes
- High Society
- Mixed Signals
- Raising Hope
- RuPauls dragrace
- Samanta Who
- Skins (USA)
- Sons of Anarchy
- Sons of Tucson
- The Jerry Springer Show
- The Secret Circle
- The Secret Life of the American Teenager
- The Walking Dead[10]
- Trophy Wife
- White Collar
- Worst Week